# Mataram (Gading Rejo)
Mataram is een bestuurslaag in het regentschap Pringsewu van de provincie Lampung, Indonesië. Mataram telt 4105 inwoners (volkstelling 2010).